# سويش ماكس
سويش ماكس (بالإنجليزية:  Swish max)‏ برنامج يستخدم تقنية أدوبي فلاش لإنشاء عروض تقديمية متعددة المنصات البرنامج من إنشاء وتطوير شركة (Swishzone.com Pty Ltd) في سيدني _ أستراليا
جميع مخرجات Swish max تكون بصيغة إس دبليو إف المدعوم من قبل أدوبي سيستمز 
في يوم 16 أكتوبر 2016 نشرت الشركة عبر موقعها أنها أغلقت وأنها تشكر كل الذين استعملوا منتوجاتها.

## مقدمة عن البرنامج
هو برنامج لصناعة المؤثرات الحركية بشكل مشابه للفلاش إلى حد كبير لكنه يختلف عن الفلاش أنه يحوي على الكثير من الحركات والمؤثرات الجاهزة بعكس الفلاش الذي لا يحوي على هذه المؤثرات الجاهزة.
يستعمل في تصميم البطاقات الفلاشية كما يستعمل في تصميم المواقع الإلكترونية والألعاب وبعض أفلام الرسوم المتحركة.
لغة البرمجة المصاحبة للسويش ماكس هي الـ أكشن سكربت وهي نفس الموجودة بالفلاش لكن الفلاش بالإصدار الجديد cs 9 أصبح يضم لغة متطورة من الـ أكشن سكربت متطورة أكثر من السويش ماكس.

## مفاهيم ومصطلاحات أساسية
- Scene وهي: المشاهد (السينات) ووظيفتها تقسيمية. وكل فليم فلاشي يكون مقسم لعدة مشاهد (سينات).
- Sprite وهي: السبيرات ويمكن إضافتها بداخل المشاهد وهي تعتبر كمشاهد مصغرة ومنفصلة عن بقية الكائنات داخل المشهد.
- Time Line وهو: شريط الوقت أو شريط الزمن وهو يتكون من عدد لانهائي من الـ Frames (الفريمات)، وشريط الوقت هو الذي نقوم بإضافة المؤثرات والحركات عليه، والذي توجد عليه جميع المؤثرات (Effects) المختارة للكائنات.
- تأثير وهي: الحركات والمؤثرات المختلفة التي توضع للكائنات، ويتم التحكم بها إما عن طريق الـ Events أو عن طريق الـ Action Script
- Events وهي: الأحداث من الأزرار Buttons أو السبيرات Sprite وغيرها.
- Objects وهي: الكائنات من صور وأشكال وأصوات وأزرار ونصوص.